# ويليستون (كارولاينا الجنوبية)
ويليستون (بالإنجليزية: Williston town, South Carolina)‏ هي بلدة تقع بولاية كارولاينا الجنوبية في الولايات المتحدة. تبلغ مساحتها 23.35 كم2، وترتفع عن سطح البحر 108 م، بلغ عدد سكانها 3,139 نسمة في عام 2010 حسب إحصاء مكتب تعداد الولايات المتحدة وتصل الكثافة السكانية فيها 134.4 نسمة لكل كيلومتر مربع (348.1/ميل2).

## التركيبة السكانية
حدّد مكتب تعداد الولايات المتحدة بيانات التركيبة السكانية لويليستون في تعداد الولايات المتحدة. في ما يلي، التركيبة السكانية حسب تعدادي 2000 و2010.

### تعداد عام 2000
بلغ عدد سكان ويليستون 3,307 نسمة بحسب تعداد عام 2000، وبلغ عدد الأسر 1,310 أسرة وعدد العائلات 906 عائلة مقيمة في البلدة. في حين سجلت الكثافة السكانية 141.6 نسمة لكل كيلومتر مربع (366.7/ميل2). وبلغ عدد الوحدات السكنية 1,460 وحدة بمتوسط كثافة قدره 62.5 لكل كيلومتر مربع (161.9/ميل2).
وتوزع التركيب العرقي للبلدة بنسبة 50.80% من البيض و47.51% من الأمريكيين الأفارقة و0.36% من الأمريكيين الأصليين و0.09% من سكان جزر المحيط الهادئ و0.21% من الأعراق الأخرى و1.03% من عرقين مختلطين أو أكثر و0.82% من الهسبانيون أو اللاتينيون من أي عرق.
بلغ عدد الأسر 1,310 أسرة كانت نسبة 38.1% منها لديها أطفال تحت سن الثامنة عشر تعيش معهم، وبلغت نسبة الأزواج القاطنين مع بعضهم البعض 41.1% من أصل المجموع الكلي للأسر، ونسبة 24.3% من الأسر كان لديها معيلات من الإناث دون وجود شريك، بينما كانت نسبة 3.8% من الأسر لديها معيلون من الذكور دون وجود شريكة وكانت نسبة 30.8% من غير العائلات. تألفت نسبة 27.8% من أصل جميع الأسر من عدة أفراد يعيشون في نفس المنزل ونسبة 12.3% كانت تتألف من شخص يعيش بمفرده يبلغ من العمر 65 عاماً أو أكثر. وبلغ متوسط حجم الأسرة المعيشية 2.48، أما متوسط حجم العائلات فبلغ 3.02.
بلغ العمر الوسطي للسكان 36.3 عاماً. وكانت نسبة 28% من القاطنين تحت سن الثامنة عشر، وكانت نسبة 9.1% بين الثامنة عشر والرابعة والعشرين عاماً، ونسبة 25.7% كانت واقعةً في الفئة العمرية ما بين الخامسة والعشرين والرابعة والأربعين عاماً، ونسبة 21.1% كانت ما بين الخامسة والأربعين والرابعة والستين، ونسبة 14.3% كانت ضمن فئة الخامسة والستين عاماً فما فوق. يوجد لكل 100 أنثى 87.5 ذكر، ويوجد لكل 100 أنثى في الثامنة عشر من عمرها فما فوق 77.8 ذكر.
بلغ متوسط دخل الأسرة في البلدة 26,371 دولارًا، أما متوسط دخل العائلة فبلغ 30,990 دولارًا. وكان متوسط دخل الذكور 27,829 دولارًا مقابل 21,635 دولارًا للإناث. وسجل دخل الفرد الخاص بالبلدة 15,134 دولارًا. وكانت نسبة 26.3% من العائلات ونسبة 24.4% من السكان تحت خط الفقر، وكان من هؤلاء نسبة 31.3% تحت سن الثامنة عشر ونسبة 23.5% في الخامسة والستين من العمر وما فوق.

### تعداد عام 2010
بلغ عدد سكان ويليستون 3,139 نسمة بحسب تعداد عام 2010، وبلغ عدد الأسر 1,308 أسرة وعدد العائلات 818 عائلة مقيمة في البلدة. في حين سجلت الكثافة السكانية 134.4 نسمة لكل كيلومتر مربع (348.1/ميل2). وبلغ عدد الوحدات السكنية 1,474 وحدة بمتوسط كثافة قدره 63.1 لكل كيلومتر مربع (163.4/ميل2).
وتوزع التركيب العرقي للبلدة بنسبة 43.33% من البيض و54% من الأمريكيين الأفارقة و0.76% من الأمريكيين الأصليين و0.22% من الأمريكيين ذوي الأصول الآسيوية و0.29% من الأعراق الأخرى و1.40% من عرقين مختلطين أو أكثر و1.15% من الهسبانيون أو اللاتينيون من أي عرق.
بلغ عدد الأسر 1,308 أسرة كانت نسبة 31.8% منها لديها أطفال تحت سن الثامنة عشر تعيش معهم، وبلغت نسبة الأزواج القاطنين مع بعضهم البعض 33.9% من أصل المجموع الكلي للأسر، ونسبة 24% من الأسر كان لديها معيلات من الإناث دون وجود شريك، بينما كانت نسبة 4.6% من الأسر لديها معيلون من الذكور دون وجود شريكة وكانت نسبة 37.5% من غير العائلات. تألفت نسبة 33.3% من أصل جميع الأسر من عدة أفراد يعيشون في نفس المنزل ونسبة 13.1% كانت تتألف من شخص يعيش بمفرده يبلغ من العمر 65 عاماً أو أكثر. وبلغ متوسط حجم الأسرة المعيشية 2.35، أما متوسط حجم العائلات فبلغ 2.99.
بلغ العمر الوسطي للسكان 39.5 عاماً. وكانت نسبة 25.9% من القاطنين تحت سن الثامنة عشر، وكانت نسبة 8.2% بين الثامنة عشر والرابعة والعشرين عاماً، ونسبة 22.2% كانت واقعةً في الفئة العمرية ما بين الخامسة والعشرين والرابعة والأربعين عاماً، ونسبة 26.9% كانت ما بين الخامسة والأربعين والرابعة والستين، ونسبة 16.8% كانت ضمن فئة الخامسة والستين عاماً فما فوق. وتوزع التركيب الجنسي للسكان بنسبة 46.9% ذكور و53.1% إناث.

## وصلات خارجية
- الموقع الرسمي